# Juan Tejada
Juan David Tejada Londono (Ciudad de Panamá, Panamá; 14 de enero de 1997) es un futbolista panameño. Juega de delantero y su equipo actual es el Colorado Springs Switchbacks FC de la USL Championship de Estados Unidos.

## Trayectoria

### Inicios
Como juvenil jugó en el Chepo F.C. de su natal Panamá y en 2014 se unió a la IMG Academy en Bradenton, Florida, gracias a una beca deportiva. A nivel universitario, jugó para los Eckerd Tritons de St. Petersburgo, Florida.

### Lakeland Tropics
Mientras estaba en la universidad, Tejada jugó para los Lakeland Tropics de la USL PDL en 2017 y 2018.

### Tampa Bay Rowdies
A inicios del año 2019 fichó por el Tampa Bay Towdies de la USL Champíonship luego de una exitosa prueba.

## Selección nacional
Ha formado parte de los planteles juveniles de la selección de Panamá.
Disputó en el 2019 con la Selección Olímpica de Panamá los partidos eliminatorios contra El Salvador camino al Preolímpico de Concacaf de 2020, clasificatorio a los Juegos Olímpicos de Tokio 2020, pero quedaron eliminados en la primera ronda.

## Estadísticas
Actualizado al último partido disputado el 18 de junio de 2023.
| Tampa Bay Rowdies Estados Unidos |               |               |     |    |   |   |   |    |     |    |
| 4.ª | 2017          | 13            | 5   | -  | - | - | - | 32 | 5   |    |
| 4.ª | 2018          | 11            | 7   | -  | - | - | - | 11 | 7   |    |
| 2.ª | 2019          | 32            | 0   | 0  | 0 | - | - | 32 | 0   |    |
| 2.ª | 2020          | 14            | 2   | -  | - | - | - | 14 | 2   |    |
| 2.ª | 2021          | 15            | 0   | -  | - | - | - | 15 | 0   |    |
| 2.ª | 2022          | 13            | 1   | 1  | 0 | - | - | 14 | 1   |    |
| Total club | Total club    | 98            | 15  | 0  | 0 | 0 | 0 | 99 | 15  |    |
| Indy Eleven Estados Unidos |               |               |     |    |   |   |   |    |     |    |
| 2.ª | 2022          | 15            | 1   | -  | - | - | - | 15 | 1   |    |
| 2.ª | 2023          | 13            | 1   | 2  | 1 | - | - | 15 | 2   |    |
| Total club | Total club    | 28            | 2   | 2  | 1 | 0 | 0 | 30 | 3   |    |
| Colorado Springs Switchbacks FC Estados Unidos |               |               |     |    |   |   |   |    |     |    |
| 2.ª | 2023          | 1             | 0   | -  | - | - | - | 1  | 0   |    |
| Total club | Total club    | 1             | 0   | 0  | 0 | 0 | 0 | 4  | 0   |    |
| Total carrera | Total carrera | Total carrera | 148 | 18 | 6 | 4 | 0 | 0  | 148 | 23 |
| (1) Incluye datos de USL PDL,[USL Championship 2019]],USL Championship 2020,USL Championship 2021, USL Championship 2022, USL Championship 2023 (2) Incluye datos de Lamar Hunt U.S. Open Cup 2022 |               |               |     |    |   |   |   |    |     |    |